# 青木均一

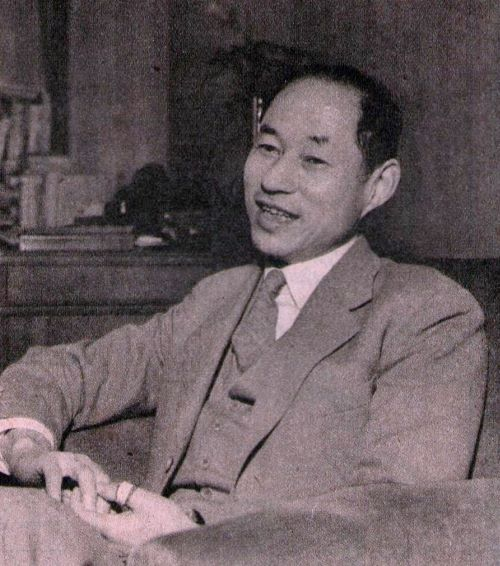
国家公安委員長時代（1952年5月）

青木 均一（あおき きんいち、1898年〈明治31年〉2月14日 - 1976年〈昭和51年〉8月27日）は、大正時代から昭和時代にかけての日本の実業家、財界人。品川白煉瓦社長、東京電力社長・会長として会社経営に当たり、公職では日本経営者団体連盟（日経連）理事、国家公安委員会委員長などを務めた。著書も残している。

## 経歴

### 出生から学生時代まで
父母は東京で世帯をもっていたが、母だけが父の実家に帰ってお産したため静岡県静岡市で生まれた。青木儀助の長男。仔細あって母は父と別れた。父は日本統治時代の朝鮮に行ってしまい、祖母と一番末の叔母との三人暮らしだった。小石川の富坂の近くで育つ。父と別れたのは四ツのときで、おぼろげに印象が残っているだけである。

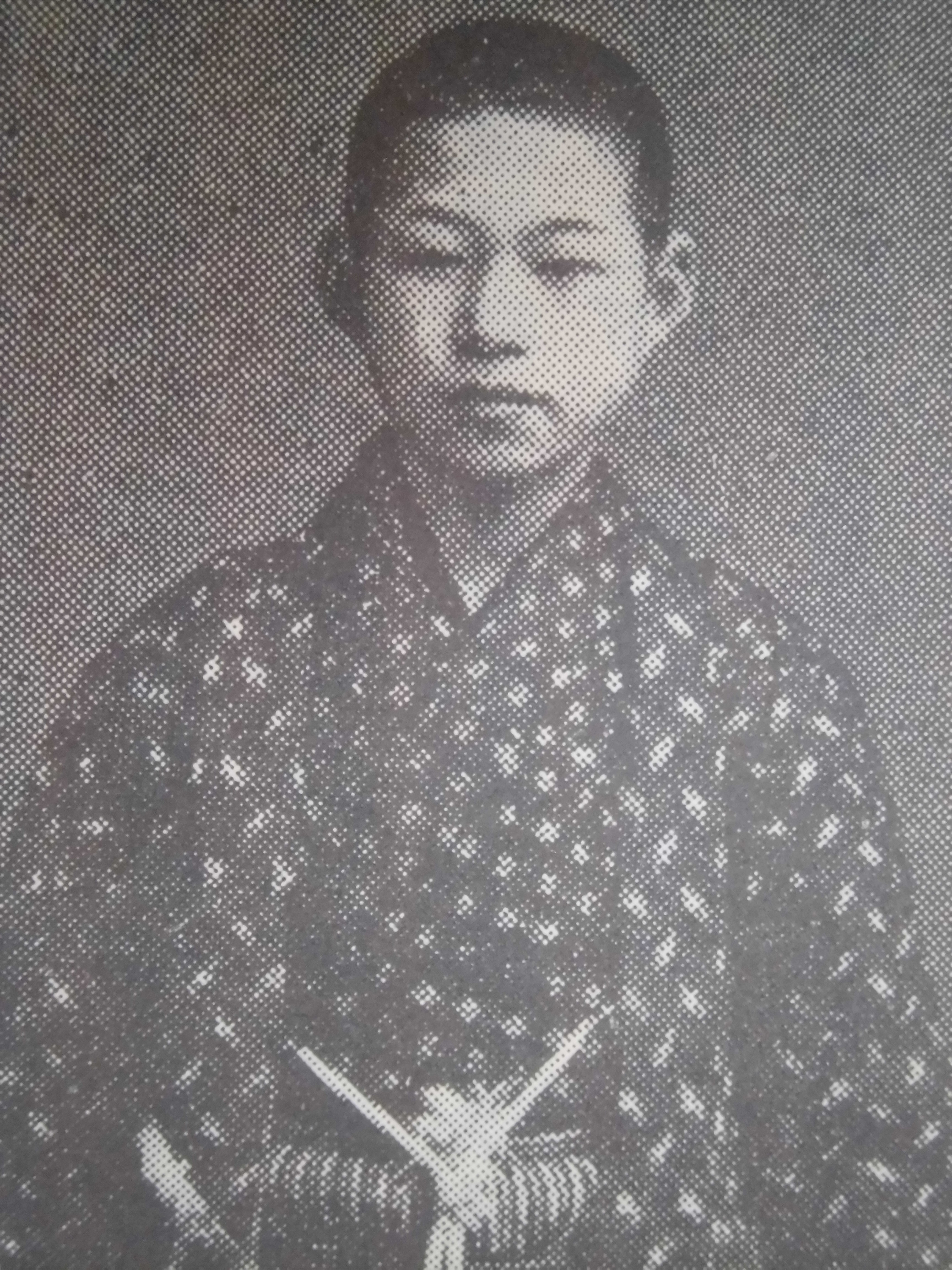
中学入学当時の青木

小学校に入る直前、詳しい事情はわからないが、祖母は急に東京を引きあげて静岡に帰った。そこで静岡の小学校に入学し、三年を終えた。本家の伯父一家が東京に移転したので、また東京に戻ってきて下谷の小学校を終えた。
1911年（明治44年）に小学校を卒業した。朝鮮の父から手紙がきて「京城にいい中学校があるからそちらにはいれ」とのことで叔母二人につきそわれて朝鮮に渡った。父は釜山と京城（現在のソウル）の中間にある永同という田舎町に住んでいたので、京城では御手洗という家に預けられた。旧制京城中学校を経て、1922年3月東京商科大学高等商業科（現在の一橋大学）卒業。

### 事業家として
1922年4月（大正11年）4月に東京毛織へ入社、5月に日本陶管へ入社。1926年（大正15年）9月に同社取締役。1927年（昭和2年）5月に品川白煉瓦支配人、1934年（昭和9年）10月に同社専務取締役となった。1935年（昭和10年）11月に品川鉱業取締役。1936年（昭和11年）7月に帝国窯業監査役。1937年（昭和12年）3月にクローム煉瓦販売取締役、1938年（昭和13年）5月に品川白煉瓦取締役社長。芦別鉱業取締役社長。同年8月に品川企業取締役社長。1940年（昭和15年）11月に東日本耐火煉瓦工業組合理事長、12月に日本特殊耐火煉瓦工業組合理事長。1941年（昭和16年）5月に常磐石炭監査役、9月に日本耐火煉瓦工業組合連合会理事長。太平洋戦争下の1943年（昭和18年）3月に日本耐火煉瓦統制取締役社長。1944年（昭和19年）4月に炉材統制顧問。常磐石炭統制顧問。
戦後の1946年（昭和21年）11月に復興金融委員会委員となり、1950年（昭和25年）5月に辞任した。1949年（昭和24年）2月に公職資格訴願委員会委員（1950年5月に辞任）、4月に総合国土開発審議会委員（1950年5月廃職）。持株会社整理委員（任期1950年10月まで）。1950年（昭和25年）2月に日本証券金融取締役。1950年（昭和25年）3月に国家公安委員会委員（警察法施行に伴い1954年6月廃職）。11月に失業対策審議会委員（1951年5月廃職）。1951年（昭和26年）5月に東京電力株式会社取締役。
1952年（昭和27年）3月に国家公安委員会委員長に互選された（1954年6月廃職）。就任直後の同年5月1日に血のメーデー事件が発生し、日本国政府は警察力を動員して鎮圧した。事件は皇居周辺で起き、管轄は東京都公安委員会と警視庁であるが、当時は朝鮮戦争中で、日本各地でも日本共産党など左翼勢力による暴力事件が続発していた。青木は取材に対して、以前からそうした動きに注目して朝から国家地方警察（国警）と連絡をとって警戒しており、午後4時頃の報告で米兵の車が壊されるなどデモが暴徒化したことを知り、「明らかな日米離間策」と判断し、厳しい取り締まりは正しかった旨を取材に語っている。自身について昔は「赤ですねといわれたぐらい」だが、社会主義諸国や日本共産党で当時支配的なイデオロギーであったスターリニズムは「マルクシズムとはかわって」しまっており、学問的にも研究する価値はないと批判している。
1954年（昭和29年）7月に国家公安委員会委員（任期1年）。1957年（昭和32年）6月に雇用者議会委員（任期2年）。1958年（昭和33年）12月に東京電力取締役社長。1959年（昭和34年）1月に品川白煉瓦取締役会長、5月に日本電気協会会長に就いた。
1960年（昭和35年）4月に産業合理化審議会委員（任期1年）、12月に原子力委員会専門委員（1961年2月辞任）。1961年（昭和36年）4月に産業合理化審議会委員（任期1年）、5月に町名地番制度審議会委員（1962年4月廃職）、7月に東京電力取締役会長、10月に雇用審議会委員（任期2年）。1962年（昭和37年）6月に住居表示審議会委員となり、1964年3月まで務めた。1963年（昭和38年）2月に日本電気協会電気用品試験所理事長、12月に雇用審議会委員（任期2年）。1964年（昭和39年）12月に科学技術会議専門委員。

## 人物
趣味は水泳、スキー、野球、読書。東京都渋谷区在籍。
記念して介護福祉士を目指す学生に対する公益信託青木均一記念介護福祉士奨学基金が作られている。

## 栄典
- 1968年：勲一等瑞宝章

## 家族・親族

### 青木家

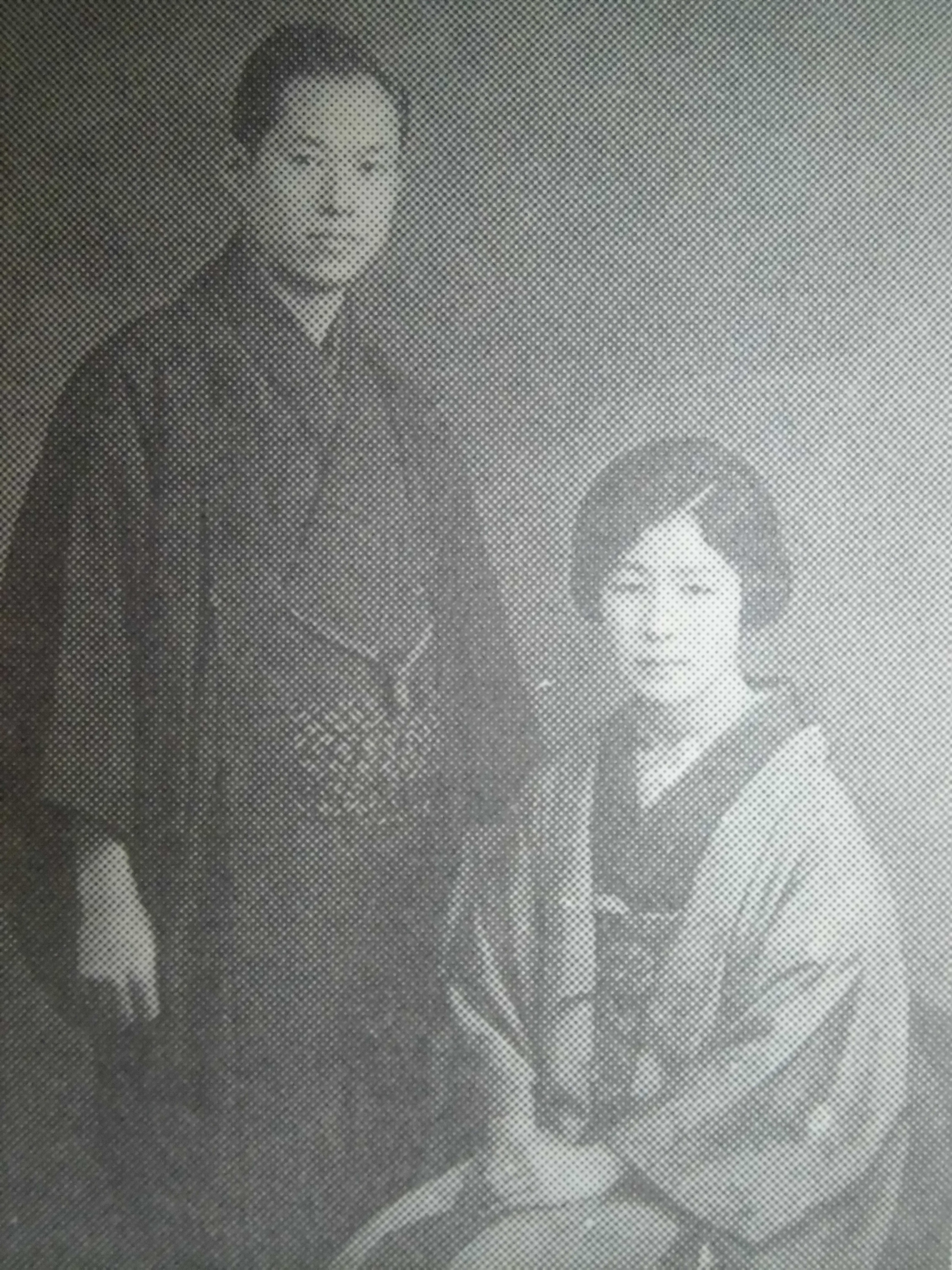
新婚当時の青木夫妻

（静岡県静岡市、東京都渋谷区）
- 父・儀助[4]

父は薪炭、材木を業とした。かたわら地金の売買もした。毎日二食で、朝晩酒を飲んだ。青木が中学を終わる頃、父は山本好蔵という人と共同して南鮮の光陽というところに金山を経営していた。
- 実母
- 継母・せき[4]（佐野仙吉四女[4]）
- 妻・かなゑ[4]（吉川常三郎二女[4]）

日本陶管刈谷工場ができるとともに、愛知県刈谷市に社宅も新築されたので青木も刈谷に移った。そこで良縁を得て妻かなゑを迎えた。青木が満二十八、妻が二十二だった。

### 親戚
- 伯父

青木によれば「私の知っている伯父は、いつも酒をのみ、碁をうち、そして静岡の家には矢場をこしらえて弓ばかりひいていて、働いているのをみたことがない。なんでも叔母たちの話によると、伯父は楽天家で気前がよく、おじいさんからもらった財産はすっかり使い果たしてしまったらしい。もっともこれには私の父も片棒かついだこともあきらかだった。こんなわけで東京へ出ての伯父の生活は、子供の私にも楽でないことはわかっていたが、それでも毎晩二、三合の晩酌をやっては気炎をはいていた。私は妙にこの伯父が好きであったし、えらくもみえた。」という。